# Tercio

La croix de Bourgogne, emblème des tercios et drapeau de l'Empire espagnol jusqu'à son remplacement par le drapeau actuel de l'Espagne en 1843.

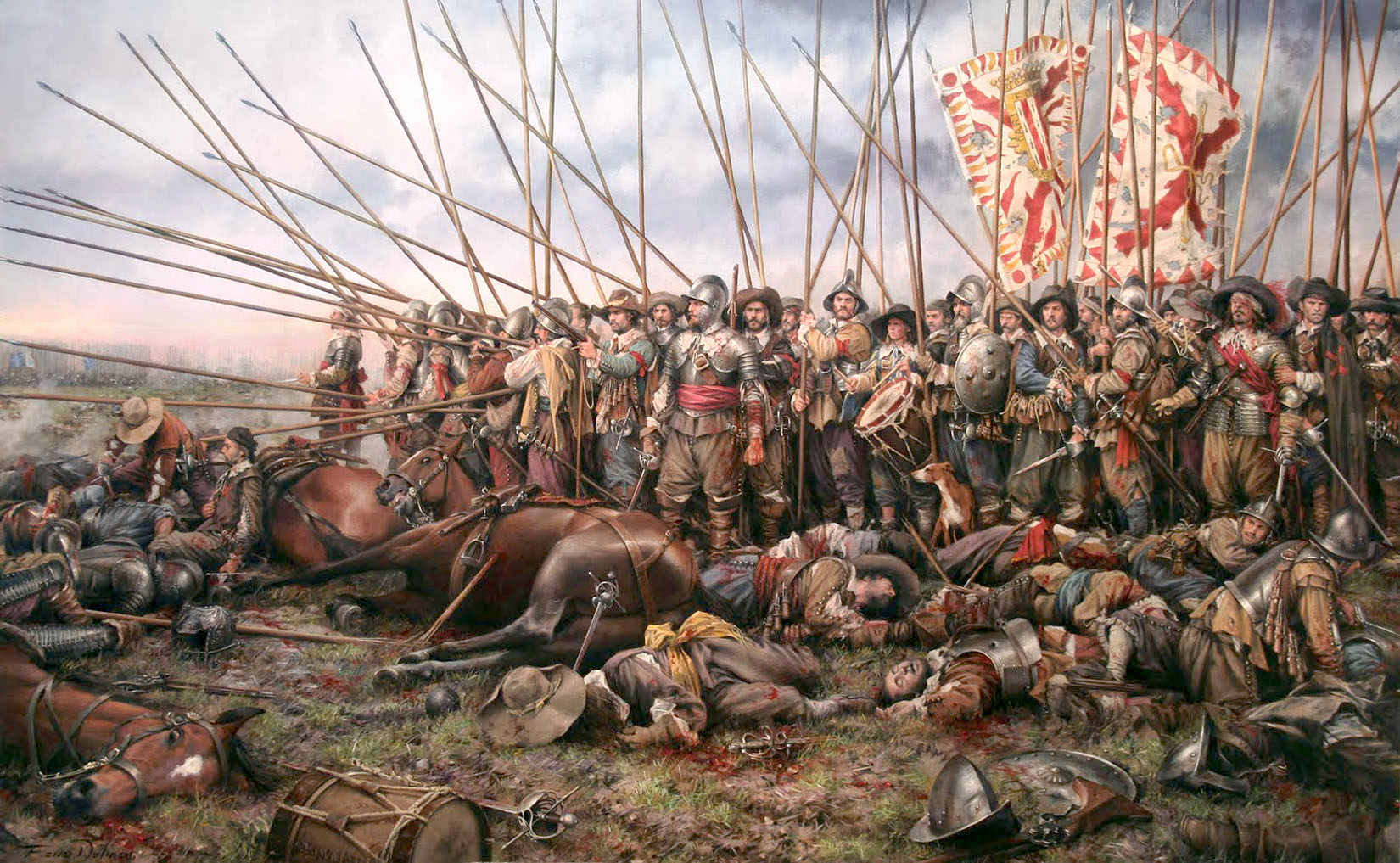
Rocroi, le dernier tercio, par Augusto Ferrer-Dalmau (2011).

Le tercio est l'unité administrative et tactique de l'infanterie espagnole de 1534 à 1704, subdivisée à l'origine en dix, puis douze compagnies composées de piquiers, escrimeurs et arquebusiers ou mousquetaires. Regroupant environ trois mille fantassins professionnels par unité, hautement entraînés et disciplinés, les tercios furent réputés invincibles jusqu'à la bataille de Rocroi (1643).
Ces compagnies ont été déployées au combat subdivisées en sous-unités de trente soldats. Ces sous-unités pouvaient être déployées individuellement ou rassemblées pour former ce que l’on appelle parfois des « carrés espagnols ». Ces puissants carrés d'infanterie ont également été utilisés par d'autres puissances européennes, notamment l'armée du Saint-Empire romain germanique.
Le soin qui a été pris pour maintenir un nombre élevé de « vieux soldats » anciens combattants dans les unités et leur formation professionnelle, ainsi que la personnalité particulière qui leur est imprimée par les orgueilleux hidalgos, la noblesse inférieure qui les a nourris, ont fait des tercios, pendant un siècle et demi, la meilleure infanterie d'Europe. En outre, les tercios ont été les premiers à mélanger armes d'hast et armes à feu. Les sociétés de tercios ont dominé les champs de bataille européens au XVIe siècle et dans la première moitié du XVIIe siècle et sont considérées par les historiens comme un développement majeur de la guerre moderne combinée[pas clair].
L'homologue portugais du tercio, inspiré directement de celui-ci, prend le nom de terço.

## Histoire
À l'issue de la Reconquista, après les guerres de Grenade achevées à la fin 1491, l'armée espagnole s'organise alors qu'elle se voit engagée en Italie et dans le Roussillon. En 1495, une ordonnance royale crée les premières unités permanentes, les capitanías d'un effectif de 100 à 600 hommes. Équivalent des compagnies françaises de l'époque, celles-ci comptent en leur sein des piquiers, des arbalétriers, des rodeleros, fantassins armés d'épées, protégés par un petit bouclier rond, la rodela, et par une légère armure parfois en cuir, mais aussi des arquebusiers (espingarderos), armés des premières arquebuses.

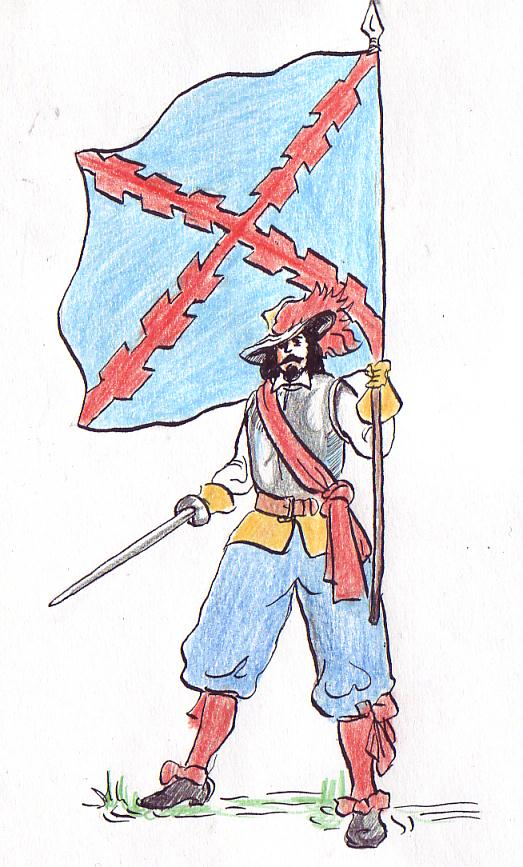
Alferez, porte-étendard, 1650.

Pendant les premières guerres d'Italie, Gonzalve de Cordoue (qui y dirige l'armée espagnole jusqu'en 1507) augmente le nombre d'arquebusiers et la mobilité de l'armée espagnole en accordant une plus grande part à l'initiative individuelle. Des regroupements de douze à seize capitanías sont créés sous le nom de coronelía. Par la suite, elles comptent quatre ou six capitanías de 300 hommes. En 1525, l'infanterie espagnole en Italie compte 7 050 hommes regroupés en 33 capitanías. C'est là que naît le terme tercio, entre 1534 et 1536, pour désigner les trois groupes de capitanías, Lombardie, Naples et Sicile, qui défendent les possessions espagnoles d'Italie.
Durant les premiers temps, les tercios ne sont pas nombreux, ils ne constituent pas la majorité de l'infanterie au service du royaume d'Espagne et doivent être considérés comme les unités d'élite de celle-ci. Dans les années 1580, ils ne constituent qu'un huitième de l'armée des Flandres, mais environ la moitié de ses forces dans la plupart des grandes batailles. En temps de paix, l'entretien des tercios représentait environ un tiers du budget du royaume de Castille. En temps de guerre, les rois d'Espagne devaient recourir aux emprunts.
Le nombre d'unités d'origine espagnole ne va réellement augmenter qu'à partir de 1635, avec l'intervention française dans la Guerre de Trente Ans et la levée des tercios temporaires dans la péninsule ibérique. En 1637 apparaissent les tercios provinciaux. En 1663, ils sont réformés en tercios provinciaux fixes, qui sont les premiers portant un uniforme, dont la couleur est distinctive. En mai 1685, une nouvelle ordonnance royale réforme à nouveau les tercios qui s'éloignent encore plus du modèle massif du siècle précédent, avec douze à quinze compagnies de 66 ou 72 soldats. Les piquiers, arquebusiers et mousquetaires sont en proportion d'un tiers chacun. Les compagnies pouvant, semble-t-il, se répartir en deux bataillons. Vers 1690, l'armée espagnole forme douze compagnies de grenadiers, armées du fusil et de la baïonnette. L'adoption généralisée de cette arme en 1702 et la suppression des piquiers sonnent le glas du système traditionnel des tercios. Finalement, en 1704, une ordonnance royale de Philippe V supprime les tercios pour leur substituer des régiments à deux bataillons sur le modèle français.

## Composition et effectifs
Bien que d'autres puissances aient adopté la formation en tercio, leurs armées restaient en deçà de la réputation de l'armée espagnole, qui possédait un noyau de soldats professionnels, ce qui leur conférait un avantage par rapport aux autres pays. Cette armée était, en outre, complétée par « une armée de différentes nations », en référence au fait que la plupart des soldats étaient des mercenaires en provenance d'Allemagne (Landsknecht), des territoires italiens et des territoires wallons des Pays-Bas espagnols, ce qui est caractéristique des guerres européennes, avant les prélèvements des guerres napoléoniennes. Aux XVIe et XVIIe siècles, le noyau des armées espagnoles était cependant formé principalement de sujets espagnols, qui ont souvent été salués pour leur cohésion, la supériorité de la discipline et le professionnalisme.
Un tercio était constitué par le regroupement de plusieurs banderas ou compagnies de combat, autour d'un état-major permanent d'une trentaine d'hommes, une nouveauté pour l'époque. Cependant le nombre et la composition varia notablement au cours de la longue existence des tercios.
De 1534 à 1567, les premiers tercios basés surtout en Italie comportent dix banderas de 300 hommes, dont deux d'arquebusiers. Les huit unités de piquiers mélangent trois types de soldats :
- les corseletes, des piqueros (piquiers) équipés d'une demi-armure complète, qui forment les rangs extérieurs de la formation ;
- les piqueros secos, eux aussi des piquiers mais qui n'étaient pourvu que de quelques pièces d'armure et parfois de petits boucliers ronds, les rodelas, qui se tiennent au milieu du carré ;
- les espingarderos (arquebusiers).

Les deux banderas d'arquebusiers ne comptent que des piqueros secos et des espingarderos, les premiers étant souvent remplacés par des hallebardiers, plus mobiles. En 1567, avant son départ pour les Flandres, le duc d'Albe introduit quelques mousquetaires, au sein des banderas, pour pouvoir percer les plus épaisses des armures.
Toutes les banderas, ont aussi un état-major de onze hommes, qui comprend le capitaine et son page, un alférez, un sergent, un abanderado ou enseigne, trois musiciens, un fourrier, un chapelain et un barbier. Le corps de la troupe est divisé en escadres de 25 soldats, que menait un vétéran, le cabo. L'escadre se divisait elle-même en camaradas de 6 à 12 hommes, conduites elles aussi par un vétéran. En théorie, un tercio de cette époque comprend donc : 147 officiers, 1 080 piquiers avec corselets, 400 piquiers légers, 1 220 arquebusiers et 190 mousquetaires. Dans la pratique, les effectifs sont plus réduits du fait des désertions et des pertes, et il y a une tendance à augmenter le nombre de tireurs, donc la puissance de feu. Les banderas ont souvent un effectif de 150 ou même 100 hommes.
En 1568, une première réforme, intervient sur les unités présentes en Flandres, avec le passage à douze banderas mais seulement de 250 hommes. La proportion de piquiers au sein de ces unités est beaucoup plus forte, avec 1 110 corselets et 1 080 piquiers légers, contre 448 arquebusiers et 230 mousquetaires. Cette augmentation du nombre de piquiers est probablement lié au coût des armes, l'arquebuse coûtant 26 réaux contre 7 pour une pique.
En 1632, une ordonnance royale fixe l'organisation des tercios espagnols à 12 compagnies de 250 hommes et ceux des Flandres et d'Italie, à 15 de 200 hommes. Ces nouvelles banderas, dites d'ordonnance, sont uniformes au sein d'un même tercio ; celle de 250 hommes comprend onze officiers et aides, 90 corseletes, 60 mousquetaires et 89 arquebusiers, et celle de 200, onze officiers et aides, 70 corseletes, 40 mousquetaires et 79 arquebusiers.
Cependant en 1636, le gouverneur des Pays-Bas espagnols, organise les tercios espagnols et italiens de l'armée des Flandres sur un autre modèle à treize compagnies de piquiers et deux d'arquebusiers mais, du fait de la grande proportion de mousquetaires dans les banderas de piquiers, ceux ne représentent plus que le tiers de l'effectif théorique. Ces tercios sont censés avoir 759 piquiers, 318 arquebusiers et 1 380 mousquetaires. Les tercios provisoires levés dans la péninsule Ibérique sont beaucoup moins puissants, avec dix banderas de seulement cent hommes, ils sont aussi constitués de troupes de piètre valeur. Les tercios provinciaux qui les suivent sont plus réussis avec leurs douze compagnies de cent hommes et des troupes beaucoup plus motivées.
En 1663, une réforme crée les tercios provinciaux fixes, avec 16 compagnies de 62 hommes, puis 20 de 50. Sur le terrain, les effectifs, là encore sont plus réduits, avec souvent une moyenne autour de 500 hommes.
En 1701, Philippe V fixe l'effectif du tercio à un ou deux bataillons de 650 hommes, de douze compagnies et une compagnie de grenadiers, la compagnie étant composée de 3 officiers, 2 sergents, 10 piquiers, 35 arquebusiers.

## Équipement et armement

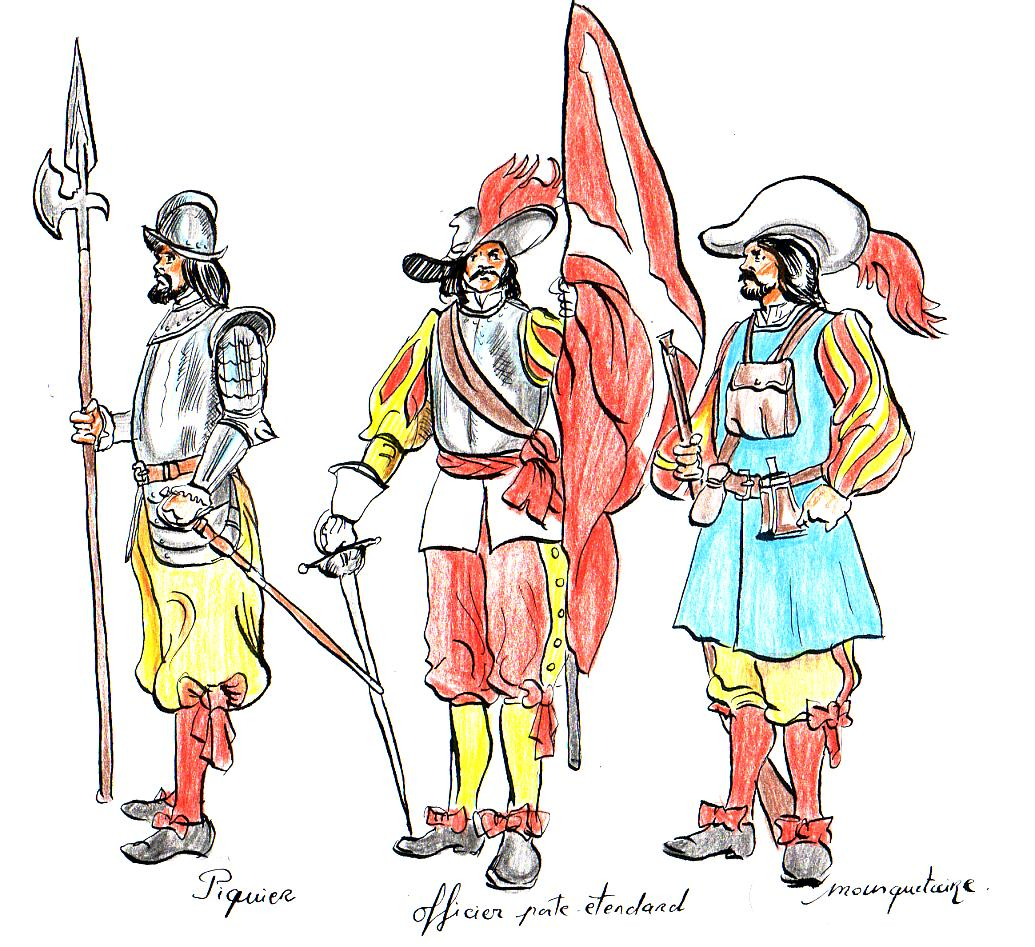
Soldats caractéristiques du tercio - 1650

L'arme principale des piquiers est une pique, longue de 25 à 27 palmas de mano (largeurs de main), soit environ 5,20 mètres. Mais ils possèdent aussi une épée, longue de 4,5 palmas, soit 95 centimètres et une dague de 30 à 40 centimètres, pour les corps à corps. Les corseletes ont une demi-armure ou corselet qui couvre tout le dessus du corps, ne laissant que les jambes sans réelle protection. Les piqueros secos, moins exposés, se contentent de pièces d'armure plus simples et moins coûteuses. Lorsque le choc a lieu entre les deux phalanges de piquiers, ce qui n'a pas lieu couramment car les pertes sont alors importantes, les piquiers poussent leur pique de la main gauche par le bout, tout en dirigeant de la main droite vers le visage ou le torse de leur adversaire. Contre la cavalerie, la pique est bloquée contre le pied droit et tenue par la main gauche à environ 45° d'inclinaison, le soldat gardant sa main droite libre pour pouvoir dégainer son épée s'il a besoin de se défendre. Les troupes embarquées utilisent une pique plus courte, d'environ 3,2 mètres.

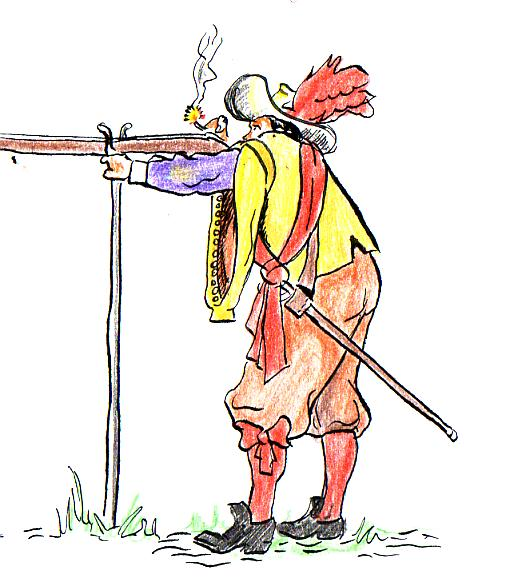
Mousquetaire faisant feu, 1650.

Les arquebusiers ne sont protégés que par leur casque, souvent un morion et un broigne en cuir, ou une casaque de tissu ou en peau de buffle ; au XVIIe siècle le casque est souvent remplacé par un simple chapeau de feutre. Ils portent une arquebuse avec douze doses de poudre préparées, surnommées les douze apôtres, suspendues sur un baudrier et une réserve supplémentaire de poudre et de balles dans un sac. Pour servir leur arme, ils disposent aussi d'une baguette en bois pour bourrer la charge et une poire contenant la poudre noire fine destinée à l'amorçage. Ils peuvent se défendre au corps à corps eux aussi grâce à l'épée et la dague. L'équipement du mousquetaire comprenait en plus la fourquine qui servait à appuyer sa lourde arme à feu lors du tir. D'abord dotées d'une platine à mèche, les deux armes adopteront progressivement la platine à rouet au début du XVIIe siècle, puis seront tardivement remplacées par le mousquet avec une platine à silex, ou fusil qui, pourvu d'une baïonnette, révolutionne l'art de la guerre et provoque la disparition des tercios.

## Tactique
La grande innovation du tercio est de combiner au sein de la même unité des piquiers, dont l'efficacité contre la cavalerie a été prouvée par les Suisses aux batailles de Grandson et de Morat et des tireurs pour harceler l'ennemi avant le choc.
Au combat, le tercio forme, selon son effectif, un ou plusieurs escadrons de bataille, nommés aussi Cuadro de Terreno (carré de terrain). Cette formation combine les armes pour les rendre efficaces contre les diverses unités ennemies. Les piquiers forment un carré, qui constitue le point de résistance de l'unité. Ils sont déployés de façon serrée, occupant chacun un rectangle de 0,64 mètre de large et 1,92 de profondeur. Les corseletes tiennent les extérieurs du carré, alors que les piqueros secos se regroupent au centre.

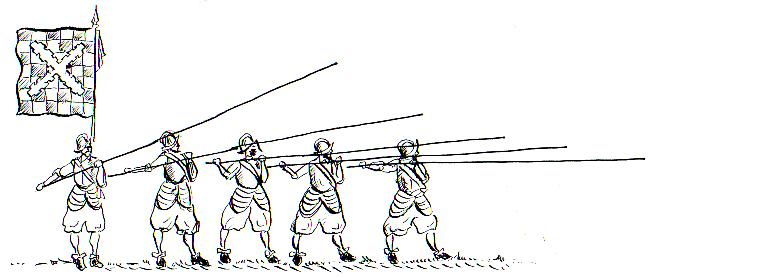
Piquiers en formation compacte, 1650

Autour de ce carré, se disposent les porteurs d'armes à feu : 
- quatre mangas de 150 à 300 arquebusiers à chaque coin du carré
- les autres se répartissent sur les flancs, formant des garnisons, attachées au carré.
- les mousquetaires lorsqu'ils furent introduits, semblent avoir été déployés sur le front du carré.

En cas d'attaque, les arquebusiers et les mousquetaires se réfugiaient derrière le rempart des piquiers.
Il existait au moins trois variantes du carré, qui tenait un front de plus en plus étendu :
- Cuadro de Terreno Gente, sur 25 rangs ;
- Cuadro de Terreno prolongado ;
- Cuadro de Terreno prolongado de gran frente, sur 16 rangs.

Les mangas d'arquebusiers, grâce à leur plus grande mobilité, étaient très couramment détachés, en avant-garde ou sur les flancs pour harceler l'ennemi, un peu à la manière des tirailleurs des armées postérieures. La présence de piquiers ou de hallebardiers en leur sein leur permettant de ne pas être balayés par une charge de cavalerie, lorsqu'ils étaient trop éloignés du carré du tercio. Leur utilisation du tir tient compte des limitations des armes de l'époque, les mangas détachés s'approchaient de l'ennemi, mais à bonne distance. une section était alors sortie de l'unité pour tirer. Déployée sur trois rangs, qui ouvraient le feu successivement, elle manœuvrait jusqu'à ce que chaque soldat ait tiré quatre coups, ce qui correspondait à la limite avant que l'arme s'échauffe, puis retournait au sein du manga, et une autre section était envoyée vers l'ennemi.
Vers la fin du XVIe siècle, on eut tendance à constituer de plus petits escadrons avec 800 à 1500 hommes, au lieu des 3000 des premières formations.
Le tercio lorsqu'il marche est déployé en colonne. Les deux compagnies d'arquebusiers sont utilisées, une en avant-garde, l'autre en arrière-garde. Les compagnies de piquiers ne marchent pas groupées, les mousquetaires détachés suivent l'avant-garde, suivi à leur tour par la moitié des arquebusiers, puis des piquiers. Au centre venaient ensuite les bannières et l'état-major, qui précédaient le reste des piquiers, puis des arquebusiers. Derrière eux et avant l'arrière-garde, les bagages, en terrain non hostile, on plaçait ceux-ci en tête de la colonne principale pour éviter qu'ils prennent du retard. Des éclaireurs étaient déployés sur l'avant et les flancs pour éclairer la marche.
Une des forces des tercios était de créer des détachements provisoires regroupant plusieurs banderas dans une tropas, d'importance variable. Ces unités temporaires servaient principalement lors de l'acheminement de réserves, mais étaient parfois utilisées comme détachement de combat, améliorant encore la flexibilité du tercio, en fonction des circonstances.

## Liste des tercios
Nombre de tercios :
- 1689 : 70, dont environ 50 % d'Espagnols
- 1700, mort de Charles II : 28 tercios espagnols et 30 alliés.

Les tercios espagnols se répartissent en sept viejos (« vieux »), 7 ou 9 auxiliaires viejos, 14 ou 15 tercios provinciaux fixes, dont 5 viejos et 9 ou 10 nuevos.
- viejo de Lombardia
- viejo de Sicilia
- viejo de Nápoles
- viejo de Brabante
- Saavedra
- Alvaro de Sande
- Flandes
- Fuenclara
- Caracena
- Mortora
- Garciez
- Alburquerque
- Boniface
- Meneses
- Seralvo
- Cordobas
- Casco de Granada
- Nuevo de Toledo
- Nuevo de Valladolid
- Azules Viejo
- fijo del reyno de Nápoles
- Zapena
- Villar
- Monroy
- Morados Viejos (Séville)
- Amarillos Viejos
- Azules Viejos (Tolède)
- Viejo Lesaca
- Castilla
- Guipúzcoa
- los Arcos
- Idiáquez
- Aragón
- Valencias y Conde de Garcies
- Verdes Viejos
- Diputación de Cataluña
- Ciudad de Barcelona
- Collorados Viejo
- Amarillo Nuevo (tercio provincial du Léon)
- Amarillos Viejos
- Costa de Granada
- Azules Nuevos (tercio provincial de Murcie)
- Los Blancos (tercio provincial de Ségovie)
- Colorados Nuevos (tercio provincial de Gibraltar)
- Morados Nuevos (tercio provincial de Tolède)

tercios de l'Armada (2 ou 3 en 1701)
- Viejo de la Armada Mar Oceano
- Viejo Armada
- Fijo de la Mar de Napoles

tercios italiens (11 à 14 en 1701)
- Toraldo
- Cardenas
- Avalos-Aquino
- Torrecusa
- Guasco
- Lunato
- Paniguerola
- Torralto (napolitain)
- San Severo (napolitain)
- Torrecusa (napolitain)
- Cardenas (napolitain)
- Lunato (lombard)
- Paniguerola (lombard)
- Guasco (lombard)
- tercio vecchio de Nápoles (napolitain)

tercios irlandais (1 en 1701 ?)
- Tyron
- Bostock

tercios allemands (6 à 9 en 1701)
tercios des Grisons (suisses, 2 en 1701)
tercios wallons (8 en 1701)
- Beaumont

## AuXXesiècle
Le terme de « tercios » a été utilisé pendant la guerre civile espagnole (1936-1939) pour désigner les unités de la légion espagnole, l'équivalent espagnol de la Légion étrangère (tercios de Extranjeros), ainsi que pour les unités de requetés (milices carlistes), les deux troupes combattant du côté nationaliste.

## Armée espagnole actuelle
Malgré sa suppression en 1704, le terme de tercio existe encore dans l'infanterie espagnole actuelle, il désigne les bataillons de la légion espagnole (les tercios de Extranjeros) et le corps des fusiliers marins.